# Asilo de las Hermanitas de los Pobres (doctor Esquerdo)
El asilo de las Hermanitas de los Pobres es un edificio de la ciudad de Madrid localizado en el número 49 de la calle del Doctor Esquerdo.
Proyectado por el arquitecto Ricardo García Guereta como una residencia para personas mayores y construido entre 1906 y 1910, se inauguró el 21 de junio de este último año. Fue declarado bien de interés cultural en la categoría de monumento el 28 de noviembre de 1996.